# ۱۵ رمضان
۱۵ رمضان، پانزدهمین روز ماه رمضان در تقویم هجری قمری است.
در تقویم هجری قمری قراردادی این روز دویست و پنجاه و یکمین روز سال است.

## تولدها
- ۳ هجری قمری ‐ حسن بن علی، پنجمین خلیفهٔ مسلمانان و دومین امام شیعیان[۱]